# Cyrtolabulus mochii
Cyrtolabulus mochii är en stekelart som först beskrevs av Giordani Soika 1968.  Cyrtolabulus mochii ingår i släktet Cyrtolabulus och familjen Eumenidae. Inga underarter finns listade i Catalogue of Life.